# قائمة مدن أوزبكستان
هذه هي قائمة المدن في أوزبكستان. تم تغيير أسماء أماكن كثيرة خلال القرن الماضي، أحيانا أكثر من مرة واحدة. حيثما كان ذلك ممكنا، وأدرجت أسماء قديمة وربطها بأخرى جديدة. اعتبارًا من عام 2021، يوجد في أوزبكستان 120 مدينة (shahar) و 1067 مستوطنة حضرية (shaharcha).

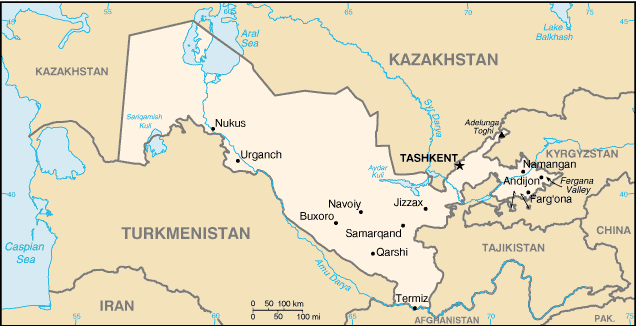
خريطة أوزبكستان

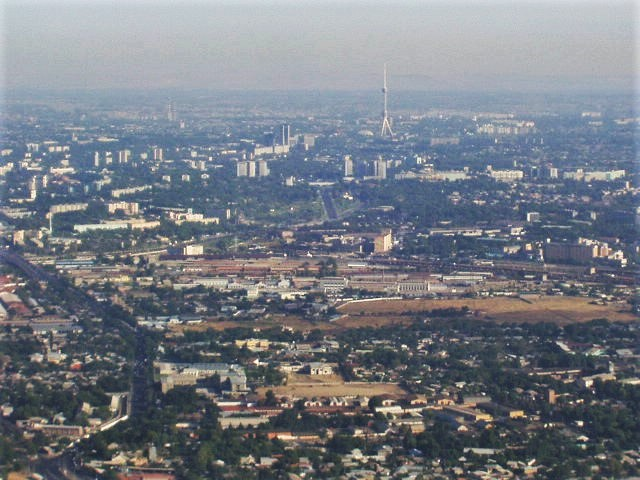
طشقند، عاصمة أوزبكستان

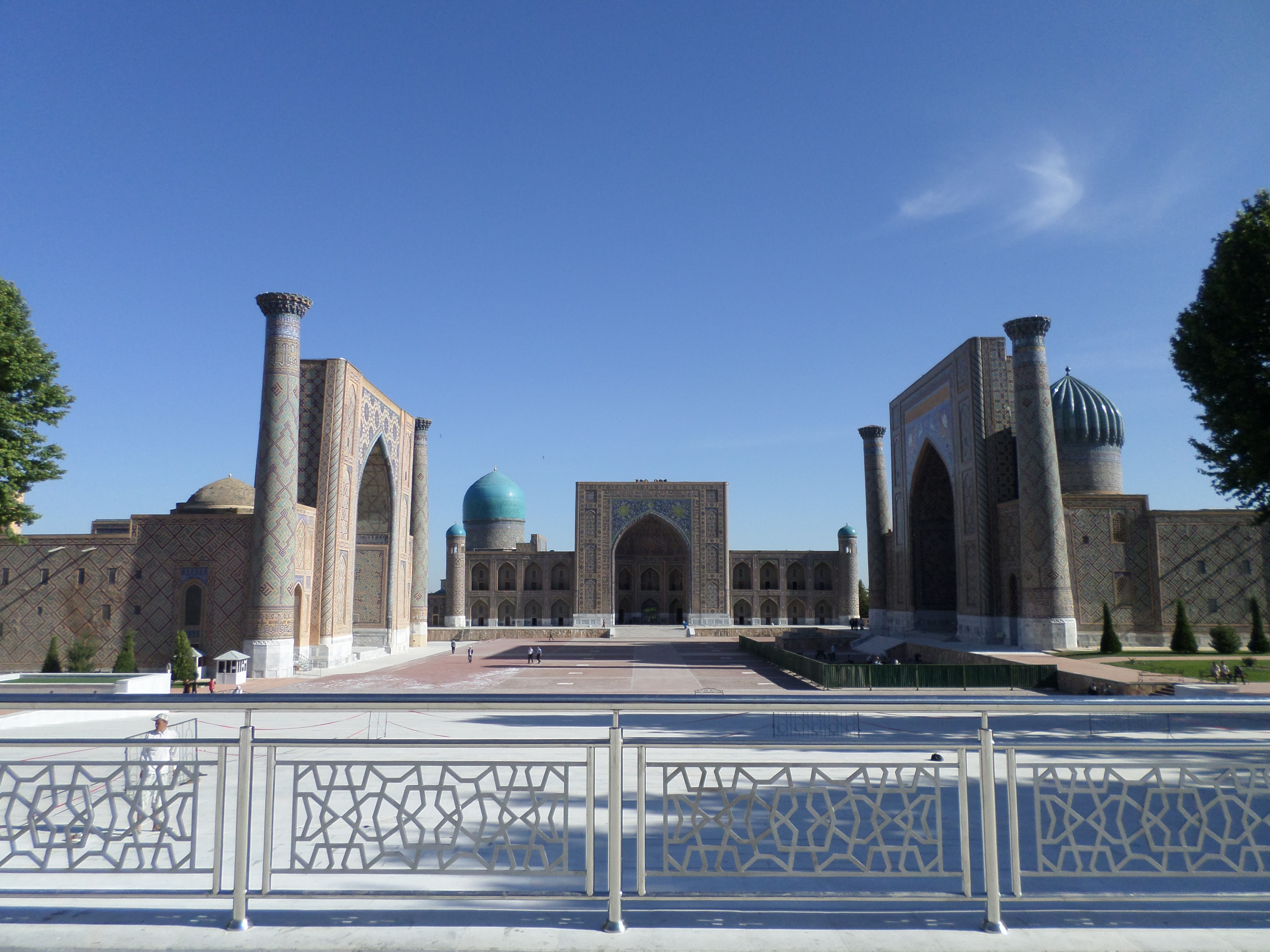
سمرقند

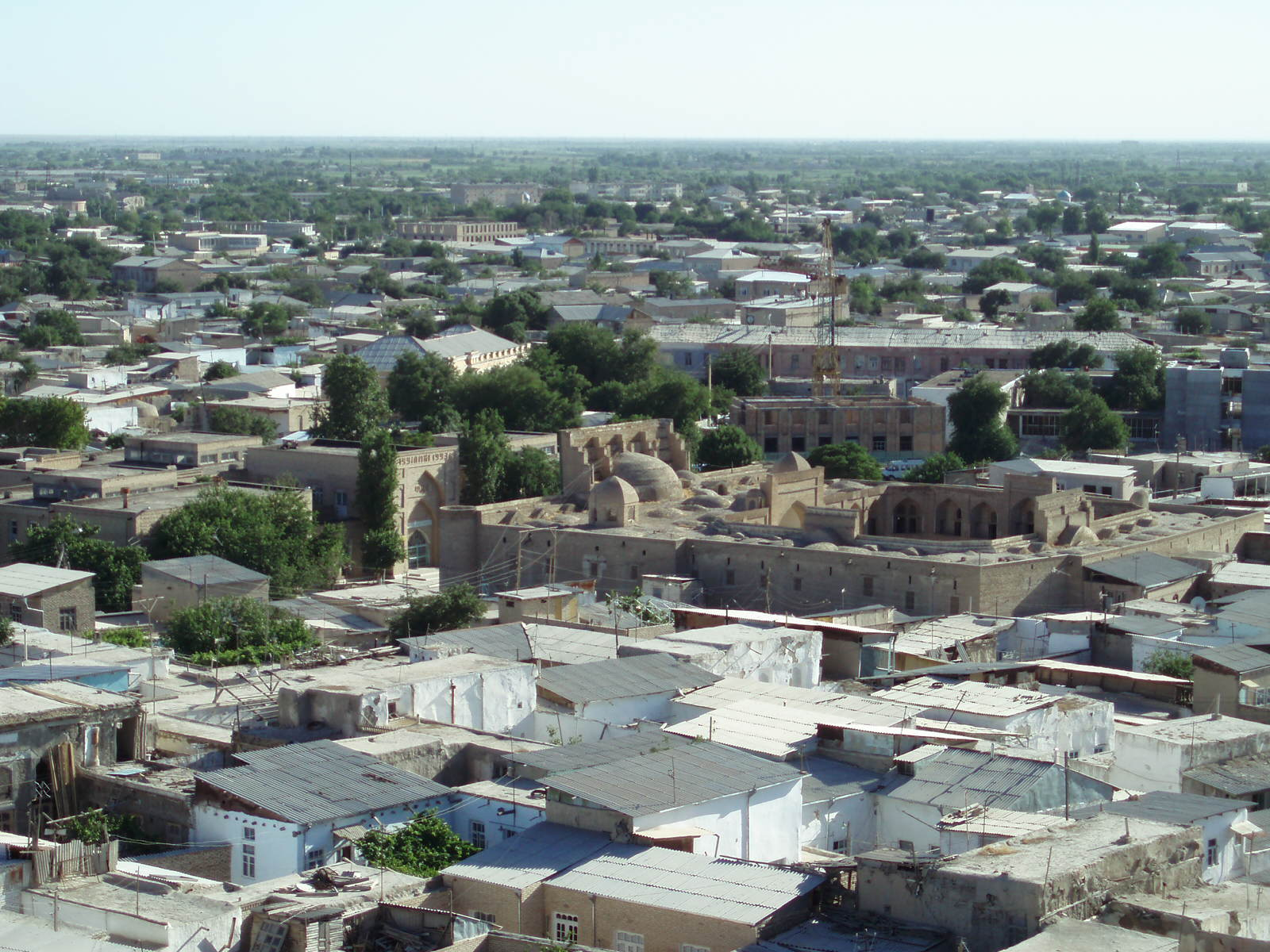
بخارى

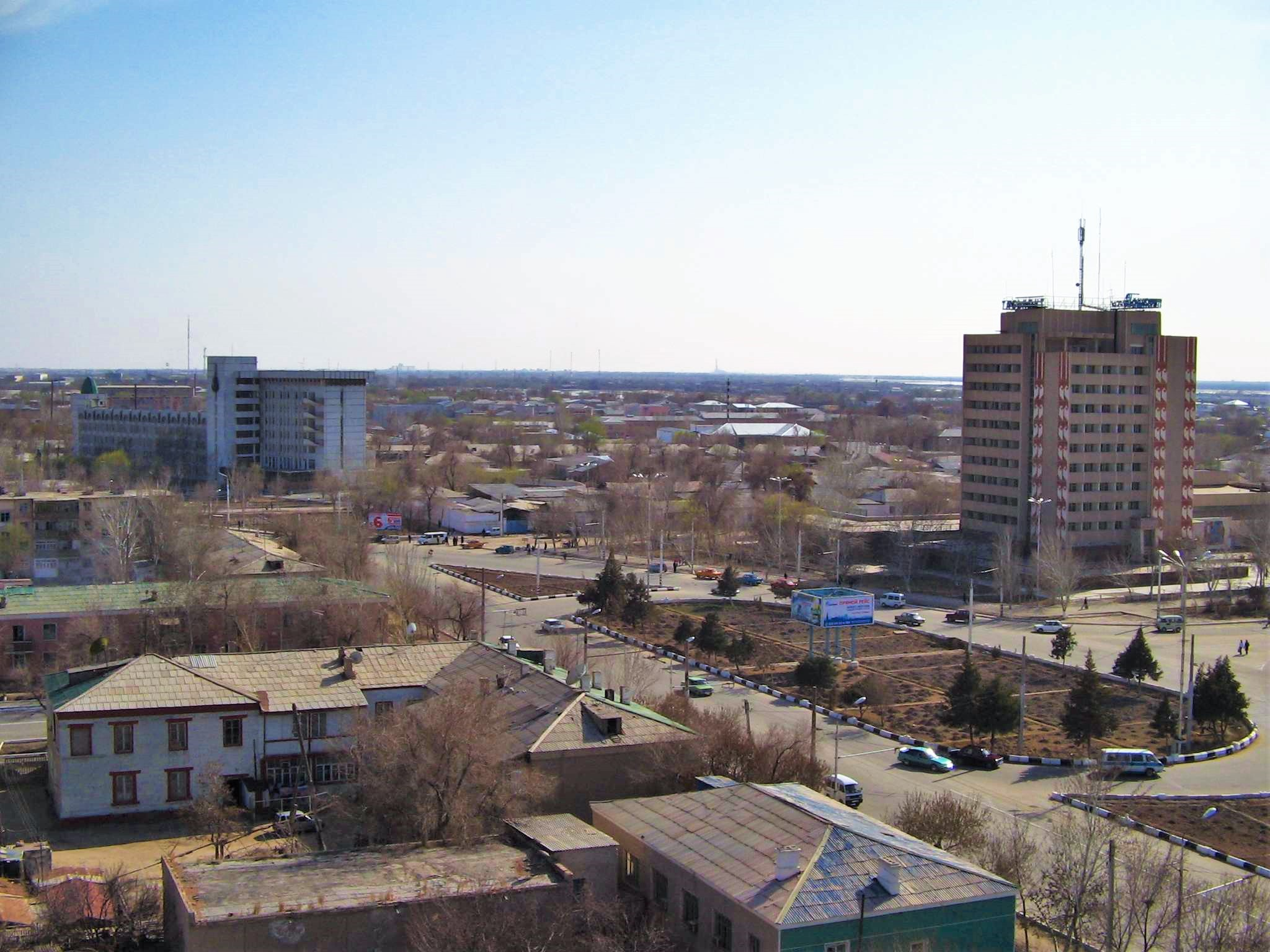
نكوص

- طشقند
- ولاية أنديجان

- - أنديجان
  - آساكا
  - بايتوق
  - بخته آباد
  - جلاقدوق
  - خان آباد
  - خوجآباد
  - شهرخان
  - قرصو
  - قرغان تبه
  - مرحمت

- ولاية بخارى
  - بخارى
  - آلات
  - راميتان
  - شافيركان
  - غزلي
  - غيجدفان
  - فوبقند
  - قرة قول
  - قراوول بازار
  - قلعة آسيا
  - كاغان

- ولاية فرغانة
  - فرغانة
  - رشتان
  - قبا
  - قوقند
  - مرغلان
  - يايبان

- ولاية جيزك
  - جيزك
  - باختاكور
  - زامين
  - دشت آباد
  - غاغارين

- ولاية نمنغان
  - نمنكان
  - شوست
  - كاسانساي
  - نوراتا

- ولاية نواوي
  - نواوي
  - زرافشان
  - أوشكودوك

- ولاية قشقداريا
  - قرشي (نسف)
  - شهرسبز (كش)
  - غوزار
  - كاسان
  - مبارك

- ولاية سمرقند
  - سمرقند
  - جما
  - کته قورغان
  - أورقوت

- ولاية سرداريا
  - كولستان
  - شيرين
  - سرداريا
  - يانجير

- ولاية صرخنداريا
  - ترمذ
  - بايسون
  - جاركورغان
  - شيرآباد
  - كومكورغان

- ولاية طشقند
  - نورافشون
  - أولمالیق
  - أنجرين
  - بيك آباد
  - يانقي يول
  - يانقي أباد
  - بقعة
  - تشيرتشيق

- ولاية خوارزم
  - جرجانية (أورقنج)
  - خيوة

- جمهورية قرقل باغستان
  - نكوص
  - بيروني (كاث)
  - شيمبوي
  - منجيت
  - ميناق
  - قونغیرات
  - تورتكول